# Florina Tenelsen
Florina Tenelsen (* 2001) ist eine deutsche Schauspielerin.
Tenelsen nahm im Alter von 12 Jahren an einem Workshop für Filmschauspiel an der „First Take Schauspielakademie“ in Köln teil. Sie besuchte das Elisabeth-von-Thüringen-Gymnasium (EvT) in Köln, wo sie in der Theater-AG ab 2014 bei Schultheateraufführungen ihre ersten Bühnenerfahrungen machte.
Schauspielunterricht nahm sie 2016/17 am Theaterpädagogischen Zentrum in Köln. Von einer Kölner Agentur für junge Schauspieler wurde sie unter Vertrag genommen und für Filmcastings vermittelt.
Tenelsen spielte bei ihrem ersten Auftritt vor der Kamera in zwei Staffeln der Sat.1-Comedyserie Rabenmütter die Rolle der Neele, die älteste Tochter des Ehepaars Sabine (Mimi Fiedler) und Florian (Christian Hockenbrink).
Tenelsen lebt in Köln.

## Filmografie
- 2016–2017: Rabenmütter (Sat.1-Fernsehserie, Serienrolle)